# Typhula luttrellii
Typhula luttrellii är en svampart som först beskrevs av G.E. Baker, och fick sitt nu gällande namn av Berthier 1980. Typhula luttrellii ingår i släktet Typhula och familjen trådklubbor.   Inga underarter finns listade i Catalogue of Life.